# Aspidoscelis
Aspidoscelis es un género de lagartos que pertenecen a la familia Teiidae.
Se distribuyen por Norteamérica.

## Especies
Lista alfabética:
- Aspidoscelis angusticeps (Cope, 1878)
- Aspidoscelis arizonae (Van Denburgh, 1896)
- Aspidoscelis burti (Taylor, 1938)
- Aspidoscelis calidipes (Duellman, 1955)
- Aspidoscelis ceralbensis (Van Denburgh & Slevin, 1921)
- Aspidoscelis communis (Cope, 1878)
- Aspidoscelis costatus (Cope, 1878)
- Aspidoscelis cozumelae (Gadow, 1906)
- Aspidoscelis danheimae (Burt, 1929)
- Aspidoscelis deppei (Wiegmann, 1834)
- Aspidoscelis dixoni (Scudday, 1973)
- Aspidoscelis exsanguis (Lowe, 1956)
- Aspidoscelis flagellicauda (Lowe & Wright, 1964)
- Aspidoscelis gularis (Baird & Girard, 1852)
- Aspidoscelis guttatus (Wiegmann, 1834)
- Aspidoscelis hyperythrus (Cope, 1863)
- Aspidoscelis inornatus (Baird, 1859)
- Aspidoscelis labialis (Stejneger, 1890)
- Aspidoscelis laredoensis (Mckinney, Kay & Anderson, 1973)
- Aspidoscelis lineattissima (Cope, 1878)
- Aspidoscelis marmorata (Baird & Girard, 1852)
- Aspidoscelis maslini (Fritts, 1969)
- Aspidoscelis maxima (Cope, 1864)
- Aspidoscelis mexicana (Peters, 1869)
- Aspidoscelis motaguae (Sackett, 1941)
- Aspidoscelis neomexicanus (Lowe & Zweifel, 1952)
- Aspidoscelis neotesselata (Walker, Cordes & Taylor, 1997)
- Aspidoscelis opatae (Wright, 1967)
- Aspidoscelis pai (Wright & Lowe, 1993)
- Aspidoscelis parvisocia (Zweifel, 1960)
- Aspidoscelis picta (Van Denburgh & Slevin, 1921)
- Aspidoscelis rodecki (Mccoy & Maslin, 1962)
- Aspidoscelis sackii (Wiegmann, 1834)
- Aspidoscelis scalaris (Cope, 1892)
- Aspidoscelis sexlineata (Linnaeus, 1766)
- Aspidoscelis sonorae (Lowe & Wright, 1964)
- Aspidoscelis stictogramma (Burger, 1950)
- Aspidoscelis tesselatus (Say, 1822)
- Aspidoscelis tigris (Baird & Girard, 1852)
- Aspidoscelis uniparens (Wright & Lowe, 1965)
- Aspidoscelis velox (Springer, 1928)
- Aspidoscelis xanthonota (Duellman & Lowe, 1953)